# Kroatischer Apoxyomenos

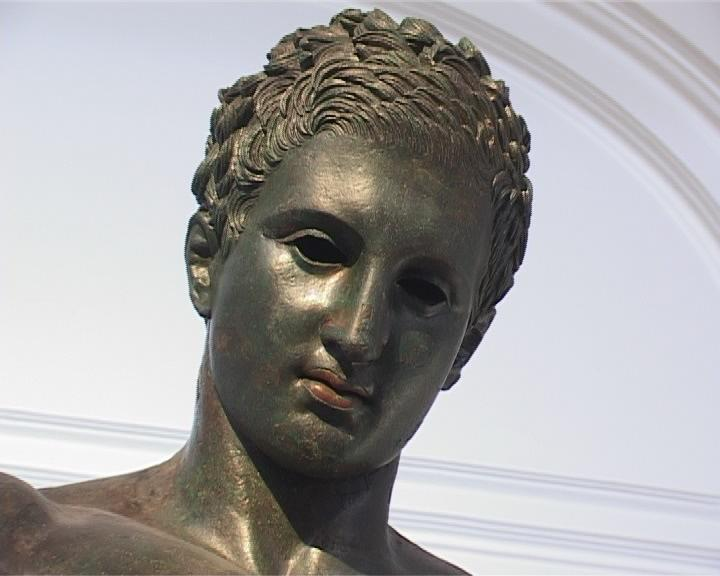
Kopf des Apoxyomenos aus Lošinj

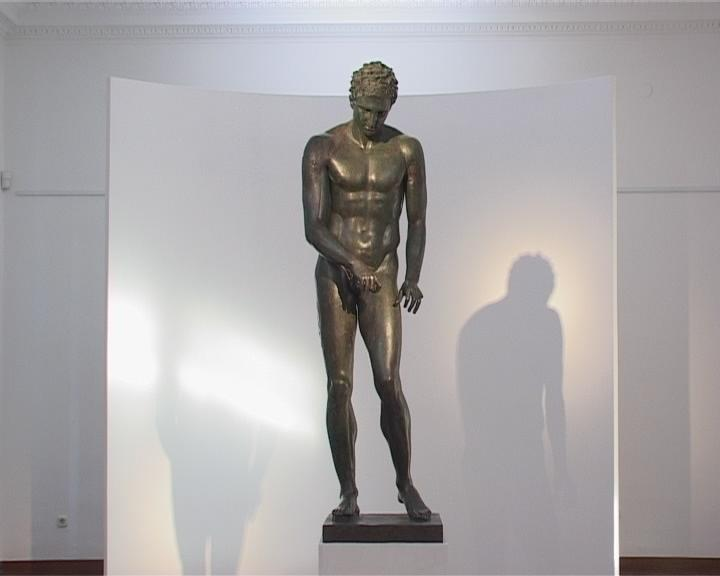
Gesamtansicht des Apoxyomenos aus Lošinj

Beim sogenannten Apoxyomenos aus Kroatien (kroat. Hrvatski Apoksiomen, griech. ἀποξυόμενος) oder  auch Athlet aus Lošinj, handelt es sich um die antike Bronzestatue eines Apoxyomenos, die 1996 in einer Tiefe von 45 m im Meer bei Lošinj, Kroatien, entdeckt und 1999 geborgen wurde. Die Statue ist fast vollkommen erhalten und stellt einen griechischen Athleten dar, der sich nach dem Training oder Wettkampf Staub, Öl und Schweiß mit Hilfe einer Strigilis von der Haut schabt.
Die kroatische Adriaküste wurde vom sechsten Jahrhundert v. Chr. bis in die Spätantike im fünften Jahrhundert n. Chr. durch mehrere griechische Kolonien beherrscht. Die heutigen kroatischen Städte und Inseln Trogir (griech. Tragurion), Vis (griech. Issa), Korčula (griech. Korkyra) u. a. m. waren griechische Kolonien und Siedlungen. Der Athlet aus Lošinj ist Zeugnis griechischer Kultur an der östlichen Adriaküste. Die Bronzeanalyse hat einen hohen Bleigehalt ergeben, wie er für das Ende des vierten und Anfang des dritten Jahrhunderts v. Chr. charakteristisch ist.
Die Statue wurde in Zusammenarbeit des Hrvatski restauratorski zavod in Zagreb und des Opificio delle Pietre Dure in Florenz bis 2006 restauriert und danach in Zagreb, Rijeka, Osijek, Split, Zadar sowie in Florenz ausgestellt. Vom November 2012 bis zum Februar 2013 wurde sie anlässlich des Kroatischen Kulturfestivals im Pariser Louvre gezeigt. Nach erfolgter Restaurierung des Kvarner Palastes in Mali Losinj hat die Statue nahe ihrem Fundort vor der Insel Losinj ein eigenes Museum erhalten. Ein Replikat in nachgestellter Fundsituation ist im Museum Kula in Veli Lošinj zu sehen.